# 342e division d'infanterie
La  342e division d'infanterie (en allemand : 342. Infanterie-Division ou 342. ID) est une des divisions d'infanterie de l'armée allemande (Wehrmacht) durant la Seconde Guerre mondiale.

## Historique
La 342e division d'infanterie est formée le 12 novembre 1940 dans le secteur de Coblence dans la Wehrkreis XII à partir des 72. et 79. Infanterie-Division en tant qu'élément statique de la 14. Welle (14e vague de mobilisation).
Après sa formation, elle est envoyée en juin 1941 en France avant son transfert en Yougoslavie en octobre 1941 pour des opérations anti-partisans en Croatie.
En février 1942, elle est envoyée sur le Front de l'Est en décembre 1941.
Elle est réorganisée le 2 novembre 1943 suivant l'architecture-type division 1944 et absorbe la 330. Infanterie-Division.
Elle est détruite en janvier 1945 et ne représente plus d'un kampfgruppe (groupe de combat) en mars 1945.
Elle capitule le 8 mai 1945 à Tangermünde face aux troupes américaines.

### Crimes de guerre
Des soldats de cette division fusillent 130 otages à Valjevo en représailles d'un sabotage contre les lignes de chemins de fer. Cet incident est confirmé par le décryptage ULTRA à partir du 10 novembre 1941.

## Organisation

### Commandants
| Date                               | Grade           | Commandant                         |
| ---------------------------------- | --------------- | ---------------------------------- |
| 2 juillet 1941 - 1er novembre 1941 | Generalleutnant | Dr. Walter Hinghofer               |
| 1er novembre 1941 - 10 mai 1942    | Generalmajor    | Paul Hoffmann                      |
| 10 mai 1942 - 9 juillet 1942       | Generalleutnant | Albrecht Baron Digeon von Monteton |
| 9 juillet 1942 - 1er août 1942     | Generalmajor    | Paul Hoffmann                      |
| 1er août 1942 - 25 septembre 1943  | Generalleutnant | Albrecht Baier                     |
| 25 septembre 1943 - 8 mai 1945     | Generalleutnant | Heinrich Nickel                    |

## Théâtres d'opérations
- Allemagne : Novembre 1940 - Juin 1941
- France : Juin 1941 - Octobre 1941
- Yougoslavie : Octobre 1941 - Février 1942
  - Opérations anti-partisans en Croatie
  - Opération Süd-Kroatien I
  - Opération Süd-Kroatien II
- Front de l'Est, secteur Centre : Février 1942 - Octobre 1944
- Est de l'Allemagne : Octobre 1944 - Mai 1945

## Ordre de bataille
1940
- Infanterie-Regiment 697
- Infanterie-Regiment 698
- Infanterie-Regiment 699
- Artillerie-Regiment 342
- Pionier-Bataillon 342
- Panzerjäger-Abteilung 342
- Nachrichten-Kompanie 342
- Infanterie-Divisions-Nachschubführer 342

1944
- Grenadier-Regiment 697
- Grenadier-Regiment 698
- Divisionsgruppe 330
- Divisions-Füsilier-Bataillon 342
- Artillerie-Regiment 342
- Pionier-Bataillon 342
- Feldersatz-Bataillon 342
- Panzerjäger-Abteilung 342
- Infanterie-Divisions-Nachrichten-Abteilung 342
- Kommandeur der Infanterie-Divisions-Nachschubtruppen 342

1945
- Grenadier-Regiment 554
- Grenadier-Regiment 697
- Grenadier-Regiment 698
- Divisions-Füsilier-Bataillon 342
- Artillerie-Regiment 342
- Pionier-Bataillon 342
- Feldersatz-Bataillon 342
- Panzerjäger-Abteilung 342
- Infanterie-Divisions-Nachrichten-Abteilung 342
- Kommandeur der Infanterie-Divisions-Nachschubtruppen 342

## Décorations
Des membres de cette division ont été récompensés à titre personnel pour leurs faits de guerre:
- Agrafe de la liste d'honneur : 22
- Croix allemande
  - en Argent : 3
  - en Or : 45
- Croix de chevalier de la Croix de fer
  - Croix de chevalier : 19
  - Feuilles de chêne : 1